# La Malédiction du loup-garou
La Malédiction du loup-garou (Werewolf) est une série télévisée américaine en un pilote de 83 minutes et 28 épisodes de 25 minutes, créée par Frank Lupo et diffusée entre le 11 juillet 1987 et le 22 mai 1988 sur le réseau Fox.
En France série diffusée le 12 mai 1988 sur Canal+, puis sur M6 jusqu'en 1992 puis aussi sur France 3, RTL TV et pour la dernière fois sur RTL9 entre 1995 et 1996.

## Synopsis
Un soir de pleine lune, Ted annonce à son meilleur ami Eric Cord qu'il est un loup-garou et lui raconte que pour guérir, il faut tuer le loup-garou "alpha" mais ne le trouve pas et ne veut plus tuer des gens. Ted lui donne alors une arme à feu avec des balles en argent et lui demande de l'éliminer quand il se transformera ; pendant la nuit, Ted se change en loup-garou et attaque et mord Eric qui finit par le tuer. 

C'est ainsi qu'Eric Cord se transforme à son tour en un monstrueux lycanthrope à chaque nuit de pleine lune. Cette transformation est précédée d'un signe particulier : un mystérieux pentacle scarifié dans la main de notre héros depuis qu'il s'est fait mordre se met inexorablement à saigner. Pour échapper à ce destin funeste, il doit fuir la justice, accusé du meurtre de son meilleur ami. Il parcourt les États-Unis pour retrouver le premier loup-garou, l"alpha", qu'il pense être un dénommé Janos Skorzeny, un vieux marin solitaire, tout en évitant d'être capturé par le redoutable chasseur de primes Alamo Joe...
Dans chaque épisode, mené à un rythme effréné, Eric rencontrera d'autres loups-garous et subira des combats acharnés entre ces bêtes féroces luttant pour leur survie, mais viendra aussi en aide aux gens dans le besoin...

## Fiche technique
- Titre original : Werewolf
- Titre français : La Malédiction du loup-garou
- Création : Frank Lupo
- Réalisation : James Darren, David Hemmings, Larry Shaw, Rob S. Bowman, Lyndon Chubbuck, Richard Colla, Bob Bralver, Sidney Hayers, Guy Magar et Jon Paré
- Scénario : Frank Lupo, Allan Cole, Chris Bunch, Craig Tepper, Christian Darren, Tom Blomquist, Mark Jones, Sidney Ellis, Dennis Foley et Norman Spinrad
- Musique : Sylvester Levay
- Directeurs de la photographie : Rick Bota et Jon Kranhouse
- Montage : Howard Deane, David Ramirez et Larry L. Mills
- Distribution : Victoria Burrows
- Création des décors : Anthony Cowley
- Création des costumes : Dennis Michael Bansmer et Camile Morris
- Effets spéciaux de maquillage : Greg Cannom
- Création des effets spéciaux de maquillage : Rick Baker
- Producteurs exécutifs : John Ashley et Frank Lupo
- Productrices associées : Bernadette Joyce et Janice Cooke
- Compagnie de production : TriStar Television - Televentures
- Compagnie de distribution : Sony Pictures Television
- Pays d'origine :  États-Unis
- Année : 1987 - 1988
- Langue : Anglais
- Son : Mono
- Image : Couleurs
- Ratio écran : 1.33:1
- Format négatif : 35 mm
- Procédé cinématographique : Sphérique
- Durée : 1 x 83 minutes + 28 x 25 minutes
- Genre : Horreur

## Distribution

### Acteurs principaux
- John J. York (VF : Nicolas Marié) : Eric Cord
- Lance LeGault (VF : Jacques Brunet) : Joseph « Alamo Joe » Rogan (Dans 17 épisodes : 1+3+4+5+8+10+11+12+13+17+21+22+23+25+26+28+29)

### Acteurs récurrents
- Chuck Connors : Le capitaine Janos Skorzeny (Dans 4 épisodes : 1+2+4+9), Un autre acteur joue Janos dans les épis 13+25
- Brian Thompson : Nicholas Remy (Dans 3 épisodes : 25+26+28)

## Épisodes
1. La Malédiction du loup-garou (Werewolf) (téléfilm pilote) avec Raphael Sbarge et Michelle Johnson
2. Ronde de nuit (Nightwatch) avec Henry Beckman
3. Le garçon qui criait au loup (The Boy Who Cried Werewolf) avec Danny Cooksey
4. Le bateau sombre (The Black Ship) avec Stefan Gierasch
5. Le spectre du loup (Spectre of the Wolf) avec Byrne Piven
6. Le loup qui se prenait pour un homme (The Wolf Who Thought He Was a Man) avec Bobbie Eakes
7. Il n'y a rien d'inquiétant dans ces bois (Nothing Evil in These Woods) avec Amy Yasbeck
8. La Meute (Running with the Pack) avec Jay Acovone
9. Le havre de paix (Friendly Haven) avec Dabbs Greer
10. Prière (Let Us Prey) avec Robert Carricart
11. Un monde différent, première partie (A World of Difference [1]) avec James Morrison
12. Un monde différent, deuxième partie (A World of Difference [2]) avec Ethan Phillips
13. La Licorne (The Unicorn) avec Tony Todd, Traci Lind
14. Halloween (All Hallow's Eve) avec Sean Kanan
15. Piste sanglante (Blood on the Tracks) avec Everett McGill
16. Le cauchemar (Nightmare at the Braine Hotel) avec Richard Lynch et Jayne Modean
17. Chasse au loup (Wolfhunt) avec R.G. Armstrong
18. Les liens du sang (Blood Ties) avec James Horan et Catherine Hickland
19. Le patriarche (Big Daddy) avec Howard Duff
20. Disparitions à la chaîne (Eye of the Storm) avec Leon Rippy
21. Cauchemar en bleu (Nightmare in Blue) avec Gregg Henry
22. Porteur de peau (Skinwalker) avec Don Shanks
23. Le tueur fou (King of the Road) avec Guy Stockwell, Sid Haig
24. La jeune fille matérialiste (A Material Girl)
25. Un loup peut en cacher un autre, première partie (To Dream of Wolves [1]) avec Brian Thompson
26. Un loup peut en cacher un autre, deuxième partie (To Dream of Wolves [2]) avec Brian Thompson
27. L'amour est aveugle (Blind Luck) avec Marshall R. Teague
28. Le Loup gris (Gray Wolf)  avec Brian Thompson, Larry Drake et William Morgan Sheppard
29. Une sacrée bonne femme (Amazing Grace) avec Billie Bird

## Inspirations de la série
Cette série reprend l'une des traditions folkloriques que négligent parfois les autres films fondés sur le mythe du loup-garou : celle qui veut qu'une force irrésistible pousse le lycanthrope à arracher frénétiquement ses vêtements avant de se changer en loup. Instruit par l'expérience, le jeune Eric prend donc la précaution, quand il doit se transformer, d'ôter tous ses vêtements pour ne pas les déchirer ; toutefois, comme ses transformations l'amènent fréquemment à se déplacer, il se réveille parfois entièrement nu dans un lieu public et doit alors essayer de se procurer des habits de fortune... Il est également fait allusion à cette tradition dans le film Le Loup-garou de Londres de John Landis (1981), où le héros se réveille entièrement nu dans la cage aux loups du zoo de Londres. 
Cette série s'inspire également de deux autres séries plus connues : Le Fugitif (Eric Cord en fuite pourchassé par un chasseur de primes) et L'Incroyable Hulk (Eric Cord parcourt le pays pour trouver le remède a son mal - "tuer Janos Skorzeny pour guérir" - et vient en aide aux gens qu'il rencontre en chemin).

## Un Loup-Garou peut en cacher d'autres
Durant son exil, Eric Cord rencontrera 14 Loups-Garous : 
- Episode 1 : Ted Nichols et Janos Skorzeny
- Epis. 2 : Janos Skorzeny
- Epis. 4 : Janos Skorzeny
- Epis. 7 : Un Loup-Garou au début de l'épisode mais on ne sait pas qui il est
- Epis. 9 : Janos Skorzeny et Mary Peterson, une vieille dame
- Epis. 10 : Frère Mark
- Epis. 13 : Janos Skorzeny
- Epis. 16 : Servan Domballe, un tueur en série (d'origine française), Marta, la patronne du motel et le vieil homme dans le lit
- Epis. 19 : Emily, une jeune femme
- Epis. 22 : Jim, un indien
- Epis. 23 : Doc, un vieux vagabond
- Epis. 24 : Michelle, une jeune femme
- Epis. 25 : Janos Skorzeny, Nicholas Remy et Diane Bathory, une jeune femme
- Epis. 26 : Nicholas Remy et Diane Bathory, une jeune femme
- Epis. 28 : Nicholas Remy et Zora, un vieux vagabond

## Commentaires
- C'est Rick Baker qui a créé les costumes & maquillages des loups-garous.
- C'est Sylvester Levay le compositeur de la série.
- Lors du lancement de la série, Fox avait prévu un plan de communication incluant un numéro destiné à recueillir tous les témoignages autour de potentiels loups-garous. Plus de 400 000 appels ont été recensés selon la chaîne. Toutefois, ce nombre n’a pas suffi pour permettre à la série d’accéder à une saison 2, Donc la série finit sans avoir de fin à l'histoire[1].
- Eric Cord rencontrera 14 Loups-Garous au cours de la série.
- Dans l'épisode Porteur de peau, un homme porte la veste en laine (Pendleton/Cardigan) devenue célèbre que portait Jeff Bridges "The Dude" dans le film culte The Big Lebowski; de plus, dans le téléfilm pilote, quand Eric se fait attaquer par son ami Ted transformé en loup-garou, Eric se retrouve par terre sur le même tapis qu'avait The Dude dans son logement.
- Dans la série on peut voir le capitaine Janos Skorzeny uniquement dans six épisodes. En conflit avec les producteurs, Chuck Connors n'aura joué son personnage que dans 4 épisodes (1+2+4+9). Dans les épisodes 13 et 25 c'est un autre acteur qui le joue et son nom n'apparait pas au générique.
- Dans l'épisode "Il n'y a rien d'inquiétant dans ces bois" un Loup-Garou tue un couple dans une tente en introduction : ce n'est pas Eric Cord, on ne connaitra pas l'identité de l'autre lycanthrope.
- Le Fusil avec balles d'argents qu'utilise le chasseur de primes Alamo Joe est une carabine winchester.
- Dans la série Dossiers brûlants, Dans le téléfilm pilote "The Night Stalker" le vampire jouer par Barry Atwater s'appelle Janos Skorzeny. Le nom de Janos Skorzeny sera à nouveau utilisé par Chuck Connors Dans la série La Malédiction du loup-garou.

## Produits dérivés

### DVD
États-Unis :
- L'éditeur Shout! Factory devait sortir l'intégrale DVD pour le 6 octobre 2009, mais des problèmes de droits concernant les musiques de Sylvester Levay se sont posés. Les deux parties n'ayant pu trouver d'accord, la sortie vidéo est annulée.

 France :
- La Malédiction du loup-garou : L'intégrale de la série (Coffret 6 DVD-9 Keep Case sous fourreau cartonné) édité et distribué par Elephant Films sorti le 26 octobre 2020. Le ratio écran est en 1.33:1 4/3. L'audio est en Français et Anglais 2.0 Mono Dolby Digital avec présence de sous-titres français pour la VO. L'intégralité des épisodes est présente soit 1 téléfilm de 83 minutes et 28 épisodes de 23 minutes. Les copies sont issues de transferts vidéo. Il n'y a pas eu de restauration des masters proposés, l'image est en définition standard qualité VHS. En supplément un livret de 52 pages contenant un guide des épisodes. Il s'agit d'une édition Zone ALL[2].

### Bandes dessinées
Une série de cinq comic books a été publiée par l'éditeur Blackthorne aux Etats-Unis de juillet 1988 à mai 1989. Chaque numéro contenant 32 pages en noir et blanc et étant des adaptations des épisodes à l'exception de deux histoires inédites  :
1. Nightwatch (Scénario de Lance Hampton, Chris Rutowski, Adrian Moro et John Stephenson - Dessins de Donnie Jupiter) (Juillet 1988)
2. The Boy Who Cried Werewolf (Scénario de John Stephenson - Dessins de Abel Laxamana) (Octobre 1988)
3. Creatures of the Night - Part 1 (Scénario de Lance Hampton - Dessins de Donnie Jupiter) (Décembre 1988)
4. Creatures of the Night - Part 2 (Scénario de Lance Hampton - Dessin de Donnie Jupiter) (Décembre 1988)
5. Nothing Evil in These Woods (Scénario de Lance Hamton - Dessins de Wayne Reid et Jim McDermott) (Mai 1989)